# Jacqueline West (Schriftstellerin)

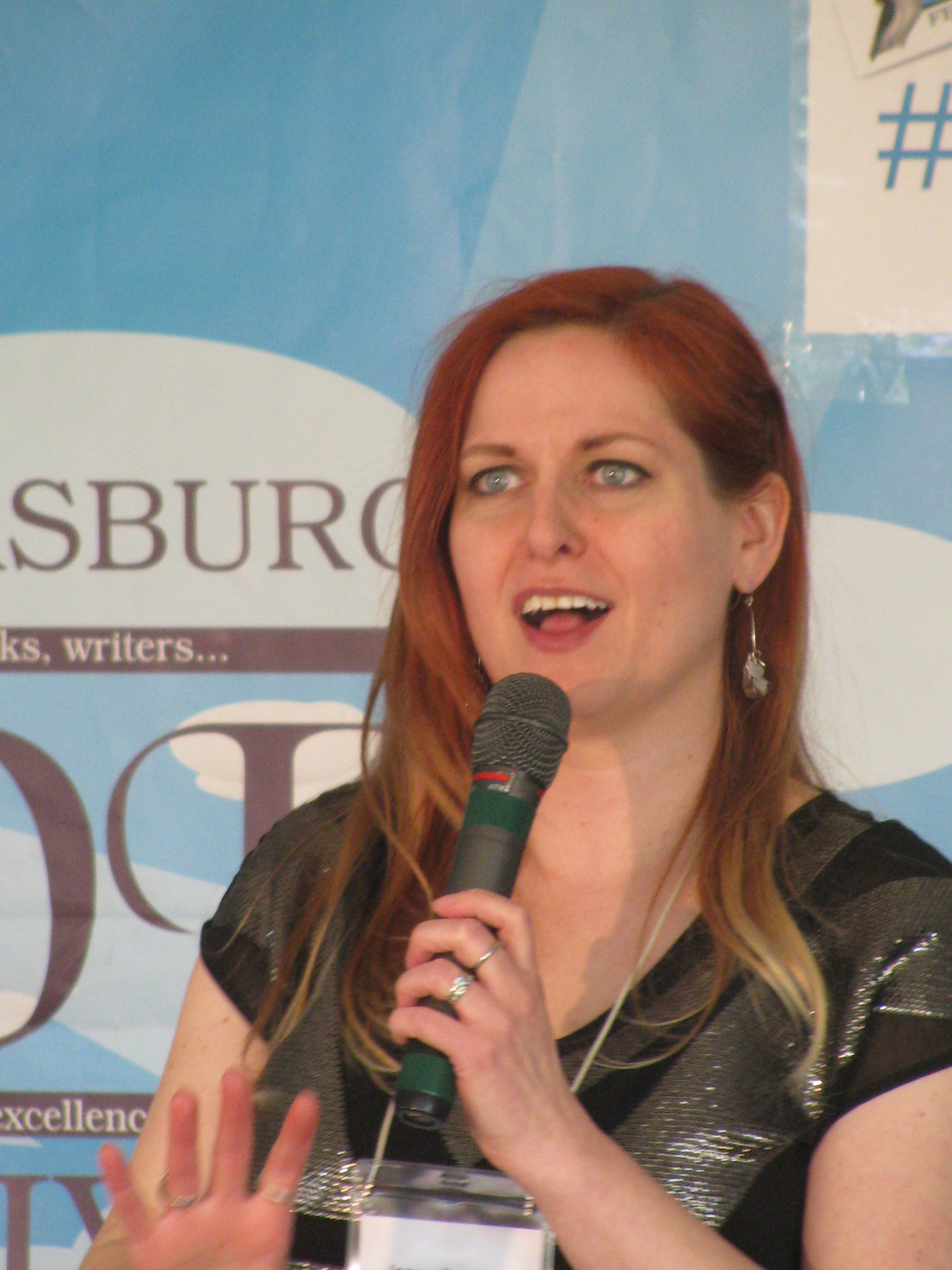
Jacqueline West

Jacqueline West (* 29. Dezember 1979 in Red Wing, Minnesota) ist eine US-amerikanische Schriftstellerin.

## Leben
Sie schloss die High School an der River Falls im Jahr 1998 ab, erhielt einen Abschluss an der University of Wisconsin-Eau Claire und studierte an der University of Wisconsin-Madison und an der Edgewood-Hochschule. Sie lebt zurzeit in ihrem Heimatort. West ist vor allem für die Jugendbuchserie The Books of Elsewhere bekannt. Außerdem veröffentlichte sie zahlreiche Erzählungen und Gedichte, die in diversen Journalen erschienen sind. Sie wurde zweimal für den Pushcart Prize nominiert.

## Weblink
- Offizielle Homepage

| Personendaten    | Personendaten                     |
| ---------------- | --------------------------------- |
| NAME             | West, Jacqueline                  |
| KURZBESCHREIBUNG | US-amerikanische Schriftstellerin |
| GEBURTSDATUM     | 29. Dezember 1979                 |
| GEBURTSORT       | Red Wing, Minnesota               |